# Soera Duidelijk Uiteengezet
Soera Duidelijk Uiteengezet is een soera van de Koran.
De soera is vernoemd naar aya 3 waar de Koran wordt genoemd als een Arabisch boek waar de tekenen duidelijk uiteen zijn gezet. Het is voor de mensen die kennis hebben. De soera zet verschillende keren uiteen dat de ongelovigen die negatief over de Koran spreken gestraft zullen worden. Daarnaast worden de verschillende Scheppingsdagen genoemd en duidelijk gemaakt dat alleen God het Uur kent waarop de Dag des oordeels aanbreekt.

## Handelingen
Bij recitatie van aya 38 wordt de sudjud, de nederwerping, verricht.